# Barrie-Collingwood Railway
Die Barrie-Collingwood Railway (BCRY) ist eine kanadische Eisenbahngesellschaft in der Provinz Ontario.
Sie betreibt eine 49 km lange Strecke von Barrie nach Collingwood. In dem neu errichteten Rangierbahnhof in Utopia besteht Anschluss an die Canadian Pacific Railway. Früher wurden die Züge im großen Rangierbahnhof MacMillan Yard der Canadian National in Toronto abgeholt.
Die BCRY ist ein Gemeinschaftsunternehmen der Orte Barrie, Collingwood sowie der Cando Contracting Limited, die die Strecke betreibt. Die Infrastruktur der Linie von Utopia nach Barrie gehört der Stadt Barrie, die der Linie von Utopia nach Collingwood der Gemeinde Collingwood. Hauptkunden sind National Starch & Chemical, Molson Breweries und Bentofix Technologies.
Cando Rail & Terminals betreibt auf der Bahnstrecke Güterverkehr.

## Geschichte
Die Stadt Barrie erwarb von der CN die „Newmarket Subdivision“ von Barrie nach Bradford. Hier sollen, wie auf der BCRY Regionaltriebwagen zum Einsatz kommen. Allerdings wird die Strecke der BCRY nur gering unterhalten und die Geschwindigkeit ist auf 16 km/h beschränkt.
Die Bahn hat eine EMD GP9 im Einsatz, eine weitere ist zurzeit abgestellt.
Da die Bahn jährlich 200.000 bis 400.000 Kanadische Dollar Verlust schrieb, entschlossen sich die beiden Gemeinden im Februar 2011 den Betrieb auf der Strecke einzustellen. Hinzu kam noch, dass zwei wichtige Industrieunternehmen ihre Tätigkeit eingestellt hatten und somit die wichtigsten Kunden wegbrachen.